# Dzsenifer Marozsán
Dzsenifer Marozsán (Budapest, 18 d'abril de 1992) és una futbolista alemanya que juga com a migcampista a l'Olympique de Lió i a la selecció alemanya.
Dzsenifer Marozsán es traslladà amb la seva família a la seva ciutat natal d'Hongria a Saarbrücken, Alemanya, l'any 1996. El motiu de tot plegat fou el fitxatge del seu pare, Kános Marozsán, exjugador de la selecció de futbol d'Hongria. El 18 de novembre de 2006 es convertí en la jugadora més jove de la història de la Bundesliga femenina, amb tan sols 14 anys i set mesos d'edat jugà el seu primer partit amb l'equip femení de Saarbrücken. El 26 d'agost de 2007 es convertí en la golejadora més jove de la història de la Bundesliga femenina quan marcà contra el TSV Crailsheim.
Dzsenifer Marozsán tingué una brillant carrera amb els equips nacionals juvenils d'Alemanya. Aconseguí guanyar el Campionat Europeu Sots-17 de 2008 i es coronà campiona a la Copa Mundial Femenina de Futbol Sots-20 de 2010. A més a més, formà part del conjunt que guanyà el subcampionat en la Copa Mundial Femenina de Futbol Sots-20 de 2012, on també fou guardonada amb la pilota d'or com a la millor jugadora del torneig.
Marozsán feu el debut amb la Selecció femenina de futbol alemanya el 28 d'octubre de 2010 contra la selecció d'Austràlia. Fou nominada per participar en la Copa Mundial femenina de Futbol de 2011, però quedà fora a causa d'una lesió de genoll. Fou nombrada per l'equip alemany que guanyà l'Eurocopa Femenina de 2013.

## Trajectòria
- 1.FFC Saarbrücken (07/08 - 08/09)
- 1.FFC Frankfurt (09/10 - 15/16). 1 Lliga de Campions.
- Olympique Lyon (16/17 - act.)

- Selecció sub-17 (2007 - 2008). 1 Eurocopa.
- Selecció sub-19 (2009 - 2012). 1 Mundial.
- Selecció absoluta (2010 - act.). 1 Eurocopa